# Ladislav Čepelák
Ladislav Čepelák (25. června 1924 Veltrusy – 9. října 2000, Kralupy nad Vltavou) byl český grafik, kreslíř a ilustrátor.

## Život
Narodil se ve Veltrusech, v období Protektorátu, v letech 1939—1942 se vyučil strojním zámečníkem. V období 1944—1945 studoval Bauchovu a Sychrovu večerní školu v Mánesu. Ve studiu pokračoval v letech 1945—1950 na Akademii výtvarných umění v Praze u prof. V. Rady, V. Silovského, V. Nechleby a J. Želibského. Po ukončení studií se od roku 1953 do roku 1962 stal odborným asistentem u profesora Silovského, v letech 1962—1967 u profesora Václav Tittlebacha. V roce 1964 byl pověřen vedením grafické dílny. V roce 1967 byl jmenován docentem pro obor grafiky a odborným asistentem se stal Miroslav J. Černý.
Profesorem na Akademii byl jmenován v r. 1987. V r. 1990 vrátil tituly: „Zasloužilý učitel“ a „Zasloužilý umělec“ (udělen roku 1980).

## Dílo
Od r. 1954 členem SČUG Hollar, působil též v Jednotě umělců výtvarných či ve Tvůrčí skupině Říjen. Zastoupen ve sbírkách NG Praha, Galerie hlavního města Prahy, soukromých sbírkách doma i v zahraničí. Umělecké zaměření: grafika (lept, akvatinta, mezzotinta), kresba, ilustrace, tvorba do architektury (např. sgrafito pro budovu čs. velvyslanectví v Káhiře – "Tři horizonty české krajiny“.
Zabýval se převážně volnou grafikou a kresbou, užíval především tradičních technik – uhel, tužka, tuš, lept, akvatinta, mezzotinta. Nejdůležitější inspirací mu byla příroda (cykly: Pole, Hnízda, Motýli, Veltruský park, Krajiny Povltaví, Stromy, Horizonty) zajímala jej v krajinném celku i v detailech, v proměnách ročních období. Podstatnou částí jeho života byla hudba a hra na housle. Ladislav Čepelák tiskl na starém lisu z 18. století a hrál na houslích, které si sám zrekonstruoval a postavil.
„První grafika pochází z roku 1948. Upoutal na sebe pozornost cyklem Veltruský park (1949 – 1951). Dalším cyklem jsou Krajiny z Povltaví (1952 – 1955). Strukturální pojetí představuje cyklus Slánská krajina (1961 – 1963). V polovině 60. let vznikly dva soubory obloh (1964 – 1966), zaměřených na atmosférické proměny přírody. V téže době vznikl krajinářský cyklus Tání (1964 – 1965), jehož listy jsou tištěny ze silně zaleptaných desek. Vedle monumentálního pojetí krajiny jsou tu i komorní soubory (Pavučiny, 1963 – 1966). Výrazným motivem posledních let se stala motýlí křídla.“ Slovník Českých a slovenských výtvarných umělců, Ostrava, 1999
„Na jaře, v létě a na podzim kreslil a leptal, v zimě tisknul. Vana s leptadlem byla na dvorku. Jeho koncentraci neměřil, řídil se zkušeností. Podle potřeby přiléval koncentrovanou kyselinu dusičnou. Oblak štiplavé páry se spojoval s kouřem doutníku. Občas kyselinu lil přímo na desku. Kapky se rozstřikovaly kolem, pozorovatel nestačil uskakovat. V okruhu třech metrů se nedalo dýchat. Kyselina „hořela“ a leptané desky byly horké. Rituál.“ Magdalena Vovsová

### Ceny
- Diplom 6. Světového festivalu mládeže, Moskva, 1957
- Čestné uznání 50. výročí SČUG Hollar Praha, 1967
- Zlatá medaile města Turína; Zlatá medaile bienále Florencie, 1972
- Čestné uznání za Nejkrásnější knihu roku Praha 1976
- Cena Vladimíra Boudníka, Praha, 1995

### Žáci
Během působení na Akademii výtvarných umění v Praze v letech 1954–1990 vychoval několik desítek žáků. Jeho ateliérem prošlo téměř pět desítek studentů. Většina z nich se ztotožnila s tvůrčí filosofií svého učitele. V 70. a 80. letech během jeho profesorského působení se vyhranil a formuloval pojem Čepelákovy školy vyznačující v dějinách moderní české grafiky zásadní estetický směr s kontemplativně-expresívním pohledem na přírodu, přírodní makro i mikrokosmos, s využitím minimalizovaných grafických prostředků, v omezené barevnosti, často jen v černé barvě, ale s bohatstvím lineárních struktur.
K jeho žákům se hlásili Jiří Altmann, Ivan Tříska, Karel Žaluda, Miroslav Bravenec, Milan Kohout, Bohdan Jelínek, Josef Mžyk, Jaromír Knotek, Jindřich Růžička, Josef Saska, Jan Holoubek, Jiří Lindovský, Boris Tesař, Jan Otava, Vladimír Neuwirt, Emil Šmejkal, Jiří Lindovský, Lubomír Dušek, Václav Smejkal, Ludvík Vacek, Vratislav Ševčík či Ivan Špirk; k žákyním patřily Jaroslava Severová, Eva Činčerová, Zuzana Nováčková, Jana Truksová, Kamila Ženatá nebo Ludmila Jandová.

## Publikace
- Grafické album: Ladislav Čepelák a jeho žáci
- Současná mezzotinta
- Veltrusy.net: Malíři a grafici veltruského zámku